# أشلي بارو
أشلي بارو (11 أكتوبر 1962 بملبورن في أستراليا - ) (بالإنجليزية: Ashley Barrow)‏ هو لاعب كريكت أسترالي.

## وصلات خارجية
- أشلي بارو على موقع إي آس بي آن كريك إنفو (الإنجليزية)